# 度会町立一之瀬小学校
度会町立一之瀬小学校（わたらいちょうりつ いちのせしょうがっこう）は、かつて三重県度会郡度会町脇出にあった公立小学校。

## 概要
- 閉校当時
  - 校地面積：10,518m2
  - 校舎：鉄筋2階建て、延べ面積 1,753m2
  - 運動場：面積 4,230m2
  - 体育館：面積 800m2

## 沿革
- 1873年（明治6年）9月 - 南中村、脇出村、柳村に寺院を仮校舎として学校を設立する。
- 1877年（明治10年）10月 - 各校が統合し脇出学校となる。
- 1880年（明治13年） - 脇出学校が一之瀬学校（市場）と中村学校（南中村）に分離する。
- 1884年（明治17年）3月 - 中村学校を一之瀬学校に統合する。中村学校は分校となる。
- 1895年（明治28年）1月 - 一之瀬学校の校舎が焼失する。
- 1898年（明治31年）8月 - 中村分校を廃止、脇出に校舎（75坪）を新築し、一之瀬尋常小学校が創立する。
- 1902年（明治35年）3月 - 校舎1棟（54坪）を増築する。
- 1902年（明治35年）4月 - 修業年限2ヵ年の高等科を併設し、一之瀬尋常高等小学校と改称する。
- 1906年（明治39年）5月 - 農業補習学校を併設する。
- 1908年（明治41年）4月 - 義務教育年限延長により、尋常科を6ヵ年とする。
- 1910年（明治43年） - 校舎1棟（54坪）を増築する。
- 1920年（大正9年）4月 - 一之瀬村立の裁縫学校を併設する。
- 1924年（大正13年）4月 - 裁縫学校を廃止し、農業補習学校女子部とする。
- 1926年（大正15年）7月 - 青年訓練所を開設する。
- 1935年（昭和10年）4月 - 農業補習学校と青年訓練所を統合し、青年学校とする。
- 1941年（昭和16年）4月 - 国民学校令の施行に伴い、一之瀬村国民学校と改称する。
- 1947年（昭和22年）4月 - 学校教育法の施行に伴い、一之瀬村立一之瀬小学校と改称する。
- 1950年（昭和25年）4月 - 校舎を改築する。
- 1955年（昭和30年）4月 - 町村合併により、度会村が発足するのに伴い、度会村立一之瀬小学校と改称する。
- 1968年（昭和43年）1月 - 度会町の町制施行に伴い、度会町立一之瀬小学校と改称する。
- 1977年（昭和52年）7月 - 旧度会町立一之瀬中学校新館の4教室を一之瀬小学校へ移管する。
- 1977年（昭和52年）9月 - 旧一之瀬中学校の校舎撤去に伴い、運動場を拡張する。
- 1978年（昭和53年）3月 - 旧一之瀬中学校の講堂、講堂西側の土地を一之瀬小学校へ移管する。
- 1979年（昭和54年）10月 - 校旗を作成する。
- 1987年（昭和62年） - 鉄筋2階建ての校舎を建築する[1]。
- 1988年（昭和63年） - 体育館を建設する[1]。
- 2008年（平成20年）3月31日 - 度会町内小学校の統合に伴い、閉校する[2]。（度会町立度会小学校へ統合）
- 2018年（平成30年）4月〜5月 - 映画『青夏 きみに恋した30日』のロケーション撮影が行われる[3]。劇中で上湖祭の会場として登場する[3]。

## 周辺
- 一之瀬郵便局
- JA伊勢 度会支店 一之瀬
- 一之瀬神社

## 交通アクセス
- 三重交通バス 伊勢市駅前から「道方」または「古和」または「中村」行きに乗車約45分、「脇出」停留所下車